# Sac de Malines
Pour les articles homonymes, voir Furie Espagnole.
Guerre de Quatre-Vingts Ans
Batailles
- Chronologie de la guerre de Quatre-Vingts Ans
- Valenciennes
- Austruweel
- Rheindalen
- Heiligerlee
- Jemmingen
- Jodoigne
- Brielle
- 1er Flessingue
- Malines
- Goes
- Mons
- Haarlem
- 2e Flessingue
- Borsele
- Zuiderzee
- Alkmaar
- Leyde
- Reimerswaal
- Mook
- Lillo
- Zierikzee
- 1er Anvers
- 1er Bréda
- Gembloux
- Rijmenam
- 1er Deventer
- Maastricht
- 2e Bréda
- Açores
- 2e Anvers
- 3e Anvers
- Boksum
- Zutphen
- 1er Berg-op-Zoom
- Gravelines
- 3e Bréda
- 2e Deventer
- Groningue
- Huy
- 1er Groenlo1
- 2e Groenlo
- Turnhout
- Nieuport
- Ostende
- L'Écluse
- 3e Groenlo
- Saint-Vincent
- Gibraltar
- Saint-Vincent (1621)
- 2e Berg-op-Zoom
- 4e Bréda
- 4e Groenlo
- Matanzas
- Bois-le-Duc
- Abrolhos
- Slaak
- Maastricht
- 5e Bréda
- Cabañas
- Calloo
- Les Downs
- Saint-Vincent (1641)
- Hulst
- Cavite

La cité de Malines ((nl) : Mechelen), actuellement en Belgique, a été mise à sac durant trois jours en octobre 1572 par les tercios espagnols, au cours de la guerre de Quatre-Vingts Ans.
En représailles de l'aide fournie par la cité de Malines à l'armée rebelle de Guillaume d'Orange, et pour satisfaire les soldes non payées des soldats des tercios espagnols, le duc d'Albe ordonna à ses troupes sous les ordres de son fils Don Fadrique de saccager la cité.

## Contexte
Vers 1566-1568 se sont déroulées aux Pays-Bas, alors sous domination espagnole, une série de révoltes contre les autorités espagnoles, provoquées par l'intransigeance religieuse espagnole à l'égard à la demande de liberté religieuse dans les Pays-Bas, et par les charges fiscales auxquelles les Pays-Bas étaient soumis par le gouvernement espagnol. Ces rébellions ont abouti à la guerre de Quatre-Vingts Ans ou guerre des Flandres.
En avril 1572, les Gueux de la mer, en rébellion contre la domination espagnole, prirent la cité de La Brielle, contrôlant dans les mois suivants les principales cités de Hollande et de Zélande : Flessingue, Enkhuizen, Dordrecht, Gorkum.

## Siège de Mons
À la fin du mois de mai de cette année, Louis de Nassau avec l'aide des huguenots français, prit par surprise la cité de Mons, dans le comté de Hainaut. Dans le but de la récupérer pour l'Espagne, le gouverneur général duc d'Albe, IIIe duc d'Albe, et son fils Don Fadrique accoururent avec leurs troupes pour assiéger et conquérir la cité.
Au même moment, Guillaume d'Orange, frère de Louis de Nassau et chef des rebelles des dix-sept provinces de Pays-Bas à la tête d'une armée de mercenaires levés en Allemagne pénétra aux Pays-Bas et marcha en direction de Mons, afin de faire lever le siège que le duc d'Albe menait contre la cité. En chemin, il prit Ruremonde, et avança vers Diest, Tirlemont, Zichem, Louvain, Malines, Termonde, Audenarde et Nivelles, conquérant militairement les cités qui résistaient et acceptant l'aide de celles qui la lui offraient.
La rencontre entre l'armée de Guillaume d'Orange et celle du duc d'Albe s'est soldée par la déroute et le retrait du premier; le 19 septembre 1572, Louis de Nassau, assiégé dans Mons, négocia sa reddition aux tercios du duc. La cité a été à nouveau occupée par les espagnols et les soldats des tercios stationnés à Mons, étaient libres pour récupérer les cités révoltées.

## Casus belli
Parmi toutes les cités qui se trouvaient sur la route de l'armée de Guillaume d'Orange, Malines se faisait remarquer tout spécialement pour l'aide apportée aux troupes de ce dernier. Quelques mois auparavant, la cité avait de plus refusé d'accueillir les tercios du duc d'Albe.
Les soldats des tercios participants au siège de Mons, composés d'hommes de diverses nationalités de l'Empire espagnol, attendaient le paiement de leur solde depuis plusieurs mois. Afin de les indemniser, le duc d'Albe les autorisa à mettre à sac Malines. C'était aussi une forme de représailles pour le refus de la cité à recevoir les tercios espagnols et pour l'accueil accordé généreusement à l'armée de Guillaume d'Orange.

## Sac de Malines
Don Fadrique, fils du duc d'Albe, et Philippe de Noircarmes, gouverneur de Hainaut, avancèrent avec leurs troupes depuis Mons jusqu'à Malines. Devant l'avance de celles-ci, la faible garnison de Malines abandonna la cité, la laissant sans défense.
Le 2 octobre, les troupes de Don Fadrique franchirent le fossé qui entourait la cité, puis les murailles et prirent le contrôle de Malines sans rencontrer de résistance.
En dépit des demandes de clémence que les autorités religieuses de la cité adressèrent aux assaillants, la "curée" commença immédiatement.
Le premier jour, les tercios espagnols, et les deux jours suivants, les tercios wallons et allemands de l'armée espagnole, pillèrent sans distinction églises, monastères, magasins et maisons particulières sans faire de différences entre catholiques ou calvinistes (y compris la maison du cardinal de Granvelle, secrétaire d'État en Espagne). Assassinats, vols et violences se déroulèrent dans la cité durant les trois jours que dura le sac,.
Le butin rassemblé par les soldats, estimé à plusieurs millions de florins, sera envoyé à Anvers pour être échangé contre de l'argent liquide.
Le duc d'Albe a justifié le sac dans une lettre adressée au roi Philippe II d'Espagne (qui le destitua):
«…c'est un exemple tout à fait nécessaire pour toutes les autres villes qu'elles auront à méditer, parce qu'on ne pense pas que pour chacune d'elles, il soit nécessaire d'envoyer l'armée de V.M., ce qui serait une tâche sans fin ».

## Sources
- (es) Cet article est partiellement ou en totalité issu de l’article de Wikipédia en espagnol intitulé « Saqueo de Malinas » (voir la liste des auteurs).